# Lavrania marlothii
Lavrania marlothii là một loài thực vật có hoa trong họ La bố ma. Loài này được (Marloth) Bruyns mô tả khoa học đầu tiên năm 1993.